# Dipartimento per le libertà civili e l'immigrazione
Il Dipartimento per le libertà civili e l'immigrazione è il dipartimento, incardinato presso il ministero dell'interno, cui sono attribuite funzioni di tutela dei diritti civili in materia di immigrazione, asilo di persone straniere, cittadinanza italiana e confessioni religiose.

## Direzioni
Si articola in sette direzioni centrali:
- Direzione centrale per la programmazione e i servizi generali;
- Direzione centrale per le politiche migratorie - Autorità fondo asilo migrazione e integrazione;
- Direzione centrale dei servizi civili per l'immigrazione e dell'asilo
- Direzione centrale per i diritti civili, la cittadinanza e le minoranze
- Direzione centrale per le risorse finanziarie
- Direzione centrale degli affari dei culti
- Direzione centrale per l'amministrazione del fondo edifici di culto

Il dipartimento comprende altresì uffici di diretta collaborazione del capo dipartimento.
Tra gli uffici operanti all'interno delle direzioni centrali, vi sono l'ufficio per le attività del commissario per il Coordinamento delle iniziative antiracket, antiusura e l'ufficio per le attività del commissario per il Coordinamento delle iniziative di solidarietà per le vittime dei reati di tipo mafioso.
Nell'ambito del Dipartimento opera anche la Commissione nazionale per il diritto di asilo.